# Солелюбка
Солелюбка (Petrosimonia) — рід квіткових рослин родини щирицевих (Amaranthaceae). Назва роду Petrosimonia дана на честь Петера-Симона Палласа (1741—1811), прусського зоолога та ботаніка. Рід поширений у Євразії від Албанії до Монголії.

## Види
- Petrosimonia brachiata (Pall.) Bunge
- Petrosimonia brachyphylla (Bunge) Iljin
- Petrosimonia glauca Bunge
- Petrosimonia glaucescens (Bunge) Iljin
- Petrosimonia hirsutissima (Bunge) Iljin ex Pavlov
- Petrosimonia litwinowii Korsh.
- Petrosimonia monandra (Pall.) Bunge
- Petrosimonia oppositifolia (Pall.) Litv.
- Petrosimonia sibirica (Pall.) Bunge
- Petrosimonia squarrosa (Schrenk) Bunge
- Petrosimonia triandra (Schrank) Rech.